# يو إف سي 307
يو إف سي 307: بيريرا ضد رونتري (بالإنجليزية: UFC 307: Pereira vs. Rountree Jr.)‏ هو حدث لفنون القتال المختلطة ستُنظمه يو إف سي، سيُقام في 5 أكتوبر 2024، على دلتا سنتر في سولت ليك، يوتا، الولايات المتحدة.

## الخلفية
سيمثل هذا الحدث الزيارة الرابعة للمنظمة لمدينة سولت ليك والأولى منذ حدث يو إف سي 291 في يوليو 2023.
من المتوقع أن يتصدر نزال على لقب بطولة يو إف سي لوزن خفيف الثقيل بين البطل الحالي (وهو أيضًا بطل يو إف سي للوزن المتوسط السابق وبطل غلوري للوزن المتوسط ووزن خفيف الثقيل السابق) أليكس بيريرا وخليل رونتري جونير.
من المتوقع أن يكون نزال على لقب بطولة يو إف سي لوزن الديك للسيدات بين البطلة الحالية راكيل بنينجتون والبطلة السابقة (أيضًا بطلة المقاتل النهائي: فريق روزي ضد فريق تيت لوزن الديك) جوليانا بينا الحدث الرئيسي المشترك.
كان من المقرر إقامة نزال في الوزن المتوسط بين كيفن هولاند وكريس كيرتس في هذا الحدث. ومع ذلك، انسحب كيرتس من القتال بسبب كسر في القدم وتم استبداله برومان دوليدز.
كان من المقرر في البداية إقامة نزال بين بطل بطولة يو إف سي لوزن خفيف الثقيل المؤقت السابق أوفينس سينت برويس وبطل بطولة القتال التراثية السابق لوزن خفيف الثقيل ريان سبان في حدث يو إف سي ليلة القتال: بورنس ضد برادي. ومع ذلك، في أسبوع الحدث، انسحب سينت برويس من القتال بسبب المرض، لذلك تم نقل النزال إلى هذا الحدث نتيجة لذلك.
كان من المقرر إقامة نزال في الوزن الخفيف بين نيت لاندوير وبطل الوزن الخفيف السابق في بطولة القتال التراثية أوستن هوبارد في هذا الحدث. ومع ذلك، انسحب لاندوير من النزال لأسباب غير معروفة وتم استبداله بألكسندر هيرنانديز في وقت قصير.
كان من المقرر إقامة نزال في وزن الريشة بين بطل يو إف سي لوزن الديك ألجامين ستيرلينغ وموفسار إيفلوف في هذا الحدث. ومع ذلك، انسحب ستيرلينغ من القتال بسبب إصابة تعرض لها أثناء التدريب وتم إلغاء النزال. وتم إعادة جدولة النزال في النهاية إلى حدث يو إف سي 310.
كان من المتوقع أن يشارك ماوريسيو روفي في نزال بالوزن الخفيف في الحدث، لكن المنظمة لم تتمكن من العثور على خصم وسحبته من البطاقة.

## بطاقة القتال
1. ↑  على لقب بطولة يو إف سي لوزن خفيف الثقيل.
2. ↑  على لقب بطولة يو إف سي لوزن الديك للسيدات.

## الجوائز الإضافية
حصل المقاتلون التاليون على مكافآت بقيمة 50 ألف دولار.
- قتال الليلة: أليكس بيريرا ضد خليل رونتري جونير.
- اداء الليلة: خواكين باكلي وريان سبان